# Grande domestico
Grande domestico o megas domestikos (in greco μέγας δομέστικος?) era una carica del tardo impero bizantino.
Questa carica era data al generale comandante dell'esercito bizantino, poteva anche essere divisa in due parti, una per l'esercito bizantino ad Occidente, e una per l'esercito bizantino ad Oriente. Un importante grande domestico d'Oriente fu Alessio I Comneno (1081-1118).

## Storia del titolo
L'origine esatta del titolo di gran domestico non è del tutto chiara: nacque nel IX secolo, probabilmente derivata dal titolo precedente di Domestico delle Scholae, la guardia imperiale mutuata dall'Impero Romano unito che servì gli imperatori d'Oriente fino all'XI secolo.